# Kyle Johnson
Kyle Johnson (14 de agosto de 1951) es un actor estadounidense, más notable por su actuación en la película de 1969 The Learning Tree.
Es el hijo de la actriz Nichelle Nichols y su esposo Foster Johnson. Sus padres se divorciaron el año en que nació (1951). Kyle comenzó su carrera como actor cuando acompañó a su madre,[¿cuándo?] como una forma de castigo, a una audición para una obra teatral. El director vio a Johnson y lo eligió para la producción.
Las apariciones en televisión de Johnson incluyen espectáculos como The Fugitive y The Mod Squad. Sus primeros papeles cinematográficos incluyen la película épica de 1965 The Greatest Story Ever Told, en la que fue elegido como el hijo de Simon of Cyrene (interpretado por Sidney Poitier). Las películas posteriores incluyeron Pretty Maids All in a Row (1971) de Roger Vadim y Brother on the Run (1973).
Johnson estuvo activo en la escena musical de Los Ángeles de la década de 1980 como músico y compositor. Su canción "Ready To Receive" fue grabada por la cantante y pop independiente Claudia Russell.
A principios de la década de 2000, Johnson tuvo un programa de radio en KNFT en Silver City, Nuevo México, que fue el único programa de la izquierda en el centro de la estación que también contó con espectáculos de Rush Limbaugh y otros conservadores. Cuando el programa de Johnson fue retirado del aire, los oyentes amenazaron con boicotear a los anunciantes.
Le encantaron las carreras de autos de tragamonedas durante su tiempo libre en los años sesenta, fue muy bueno en eso y corrió en un equipo que viajaba por todo el sur de California.
- Datos: Q6451219